# Day 1 (WWE)
Day 1 è stato un evento in pay-per-view prodotto dalla WWE. L'evento si è svolto il 1º gennaio 2022, alla State Farm Arena di Atlanta, Georgia ed è stato trasmesso in diretta su Peacock negli Stati Uniti e sul WWE Network nel resto del mondo. Day 1 è stato il primo pay-per-view della WWE a svolgersi nel giorno di capodanno. Visto che tra il precedente Survivor Series e TLC: Tables, Ladders & Chairs (previsto per il 19 dicembre) vi erano sole due settimane, la WWE ha preferito cancellare quest'ultimo evento e concentrarsi su Day 1.

## Storyline
Nell'episodio di Raw del 25 ottobre, Seth Rollins vinse un ladder match con in palio un'oppurtunità titolata al WWE Championship detenuto da Big E e il 29 novembre fu annunciato che il match si sarebbe svolto a Day 1. Quella stessa notte, tuttavia, i dirigenti della WWE Adam Pearce e Sonya Deville organizzarono un match non titolato tra Big E e Kevin Owens, in cui, se quest'ultimo avesse vinto, sarebbe stato aggiunto al match di Day 1. Rollins (presente al tavolo di commento) cedette alle provocazioni di Owens e lo attaccò, facendo scattare la squalifica e la vittoria di quest'ultimo, rendendo così il match un triple threat match. La settimana successiva Big E sconfisse Owens in uno steel cage match, Bobby Lashley attaccò i due e Rollins, presente al tavolo di commento. La settimana successiva, Lashley, che Big E aveva sconfitto per il titolo a settembre, chiese di essere aggiunto al match titolato di Day 1. Tuttavia, nonostante l'opposizione di Owens e Rollins, Adam Pearce e Sonya Deville decisero che, se Lashley avesse battuto singolarmente i suoi tre avversari, sarebbe stato aggiunto al match. Lashley riuscì nell'impresa e il match fu trasformato in un fatal 4-way match. A causa della positività al COVID-19 di Roman Reigns, il match che lo vedeva contrapposto a Brock Lesnar fu cancellato e quest'ultimo fu aggiunto al match per il WWE Championship, rendendolo un fatal 5-way match.
Il 29 novembre a Raw, Edge ritornò da una breve pausa, ed elencò i nomi di alcuni atleti che non aveva ancora affrontato, ma fu interrotto dall'altro rientrante The Miz, accompagnato dalla moglie Maryse. Miz affermò che, non nominandolo, Edge gli aveva mancato di rispetto e accusò la WWE di non aver pubblicizzato il suo ritorno come fatto con il rivale. Dopo un acceso scambio verbale, Miz rifiutò la sfida lanciatagli e se ne andò. La settimana successiva, i due si scontrarono ancora una volta verbalmente e poco dopo Miz gli lanciò una sfida per Day 1, che fu ufficializzata poco dopo.
Nella puntata di Raw dell'8 novembre, Liv Morgan vinse un fatal 4-way match con in palio un'opportunità titolata per il WWE Raw Women's Championship, detenuto da Becky Lynch. Il match si svolse il 6 dicembre a Raw, dove fu Lynch a vincere, grazie ad uno schienamento irregolare in cui usò le corde come leva. Dopo diverse settimane di attacchi e insulti, il 13 dicembre fu ufficializzata la rivincita per Day 1.
Completa la card il match tra Drew McIntyre e Madcap Moss, il match valido per il WWE Raw Tag Team Championship tra Randy Orton e Riddle e gli sfidanti The Street Profits e nel kickoff si è svolto il tag team match tra Cesaro e Ricochet contro Ridge Holland e Sheamus.
Era inizialmente previsto un match tra Roman Reigns e Brock Lesnar con in palio il WWE Universal Championship, ma il giorno dell'evento Reigns risultò positivo al COVID-19 e il match fu annullato.

## Risultati
| #       | Match                                                                                    | Stipulazioni                                              | Durata |
| ------- | ---------------------------------------------------------------------------------------- | --------------------------------------------------------- | ------ |
| Kickoff | Ridge Holland e Sheamus hanno sconfitto Cesaro e Ricochet                                | Tag team match                                            | 9:45   |
| 1       | Gli Usos (c) hanno sconfitto il New Day                                                  | Tag team match per il WWE SmackDown Tag Team Championship | 17:05  |
| 2       | Drew McIntyre ha sconfitto Madcap Moss                                                   | Single match                                              | 9:45   |
| 3       | Gli RK-Bro (c) hanno sconfitto gli Street Profits                                        | Tag team match per il WWE Raw Tag Team Championship       | 11:15  |
| 4       | Edge ha sconfitto The Miz                                                                | Single match                                              | 20:00  |
| 5       | Becky Lynch (c) ha sconfitto Liv Morgan                                                  | Single match per il WWE Raw Women's Championship          | 17:00  |
| 6       | Brock Lesnar ha sconfitto Big E (c), Seth Rollins, Kevin Owens e Bobby Lashley (con MVP) | Fatal five-way match per il WWE Championship              | 8:25   |